# Markos Olivér
bedői Markos Olivér (Budapest, 1888. március 8. – Eger, 1966. január 31.) magyar jogász, ügyvéd, jogakadémiai tanár, politikus, a Lakatos-kormány kereskedelmi és közlekedésügyi minisztere.

## Élete
Középiskolai tanulmányait a Fasori Gimnáziumban végezte 1906-ban, majd a budapesti tudományegyetemen szerzett jogi doktorátust. Ügyvédi és bírói vizsgát tett, majd 1911-től a kassai törvényszéken volt gyakornok.
1913-tól az igazságügy-minisztériumban dolgozott bírósági jegyzőként, majd 1915-ben miniszteri fogalmazóvá, 1917-ben törvényszéki bíróvá, 1918-ban pedig miniszteri titkárrá nevezték ki. 1920-ban ideiglenesen nyugdíjazták, és ügyvédként kezdett dolgozni. 1929-ben a budapesti királyi ítélőtábla bírája lett, majd 1934-ben a MÁV igazgatóhelyettes-főügyészévé nevezték ki. 1941-től igazgató-főügyész volt. 
Kiváló szakembernek tartották, a vasúti jog és az általános hiteljog ismert szakértője volt. Németül, angolul és franciául is beszélt.
1943 tavaszától a kereskedelmi- és közlekedésügyi minisztériumban a közlekedési szakosztályok felügyeletét látta el államtitkári hatáskörrel, majd július 1-én államtitkárrá nevezték ki. 1944. augusztus 29-től a Lakatos Géza vezette kormány kereskedelmi- és közlekedésügyi minisztere volt, tisztségét a nyilas hatalomátvételig töltötte be. A második világháborút követően, 1945-től az egri jogakadémián tanított, amíg a jogakadémia 1950-ben meg nem szűnt. 1966-ban hunyt el Egerben, 77 éves korában.